# Colisão de trens em Igandu
A colisão de trens em Igandu refere-se ao desastre ocorrido perto da colina Igandu, na Tanzânia, em 24 de junho de 2002, quando um trem de vagões desceu uma colina em alta velocidade e colidiu com um trem de carga, que estava estacionado.
O acidente resultou em mais de 280 mortes, além de seiscentos feridos. Diversas reportagens relataram que o processo de resgate sofreu com falta de equipamentos e medicamentos.

## Descrição do acontecimento
O trem viajava de Dar es Salaam para o capital do país, Dodoma, na Tanzânia Central, ele passou por Msagali e se aproximava da cidade de Dodoma, quando começou a subir os trilhos em uma colina chamada Igandu. Segundo o diretor-geral adjunto da Tanzanian Railway Corporation, Isaac Mwakajila, o trem sofreu uma falha mecânica e, como consequência, desceu pela colônia em direção a um trem de carga que se aproximava, ele também disse que 21 das 22 cabines descarrilou dos trilhos. O sobrevivente John Maganga disse que o trem ganhou impulsou e desceu a colina em alta velocidade.
Os cidadãos juntaram-se aos serviços de ambulância para resgatar o máximo que puderam. A falta de médicos no hospital de Dodoma foi tão grave que a ministra da Saúde da Tanzânia, Anna Abdallah, foi obrigada a ajudar mais de 400 pessoas gravemente feridas. Equipes de resgate também foram prejudicadas pela falta de grandes máquinas de corte ou equipamentos industriais necessários para cortar ou retirar destroços de pessoas feridas, além da falta de medicamentos e equipamentos de saúde.

### Vítimas
O número de vítimas fatais foi, originalmente, estipulado pelas autoridades de saúde em mais de duzentos. Apesar disso, a expectativa era que houvesse um aumento no número de mortos à medida que o esforço de resgate ainda continuava. John Mtimbwa, diretor médico regional de Dodoma, confirmou à Reuters o número de mortos e os temores deste aumentar. Dois dias depois, mais de quarenta corpos foram retirados dos destroços. Quatro dias após o incidente, o governo da Tanzânia divulgou um comunicado afirmando que 281 pessoas faleceram no acidente ou, posteriormente, em decorrência dos ferimentos. O número divulgado, no entanto, poderia aumentar devido a quantidade de pessoas feridas criticamente. O comunicado também afirmou que 88 corpos não foram identificados, sendo enterrados no cemitério de Maili Mbili, nos arredores de Dodoma.
Diversos sobreviventes descreveram como os passageiros saltaram do trem em alta velocidade em uma tentativa de sobreviver. Enquanto isso, o motorista passava pelos vagões gritando que o trem estava fora de controle. Em seu relato, o sobrevivente Norbert Shee disse: "Nenhum de nós tentou pular fora. Estava indo rápido demais - quando parou, vi meu colega. Ele estava morrendo".
O correspondente da BBC na África, Andrew Harding, relatou que o motorista do guindaste foi avisado para cessar. Um homem gesticulou para um recesso escuro sob as estruturas danificadas, onde encontraram um homem grisalho que estava sentado ereto. Ele havia sido esmagado entre o chão de um vagão e a lateral de outro. O homem, segundo o relato, estava morto e cercado por pertences pessoais - malas, garrafas quebradas, laranjas amassadas e um caderno escolar.
Por causa da falta de equipamentos para auxiliar na retirada dos destroços, muitas vítimas ficaram presas. De acordo com Betty Mkwasa, repórter da Independent Television, gritos de socorros podiam ser ouvidos depois de dez horas da colisão. A ausência de equipamentos médicos também foi relatada. O médico encarregado do hospital de Dodoma, Jacob Chembela, disse que a situação no hospital era desesperadora: "Estamos recebendo mais pessoas ... estamos tentando, estamos fazendo o melhor possível, mas estamos com pouco equipamento (para trabalhar)".

## Investigação

### Causa do acidente
Segundo relatos, o engenheiro do trem parou para inspecionar os freios depois de detectar um problema. Após fazer um ajuste, ele de decidiu recuar o trem para ganhar impulso e subir a colina. Enquanto o trem descia, o engenheiro descobriu que os freios não funcionariam. O trem rolou cerca de vinte quilômetros antes de bater no trem de carga, que estava parado.